# Сараткуль
Сараткуль — деревня в Далматовском районе Курганской области. Входит в состав Параткульского сельсовета.

## История
До 1917 года входила в состав Вознесенской волости Шадринского уезда Пермской губернии. По данным на 1926 год состояла из 166 хозяйств. В административном отношении являлась центром Сараткульского сельсовета Ольховского района Шадринского округа Уральской области.

## Население
| 1902 | 1989 | 2002 | 2010 |
| ---- | ---- | ---- | ---- |
| 573  | ↘210 | ↘174 | ↘120 |

По данным переписи 1926 года в деревне проживало 804 человека (381 мужчина и 423 женщины), в том числе: русские составляли 100 % населения.